# Benjamín de Arriba y Castro

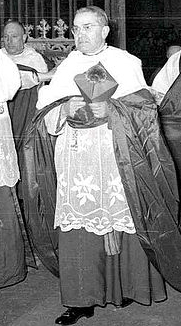
Erzbischof Arriba y Castro in Cappa magna (ca. 1950)

Benjamín Kardinal de Arriba y Castro (* 8. April 1886 in La Ferrería, Santa María de Peñamayor, Lugo, Galicien; † 8. März 1973 in Barcelona, Katalonien) war römisch-katholischer Erzbischof von Tarragona in Spanien.

## Leben
Der Sohn Antonio de Arribas und Pilar Castros zog mit neun Jahren mit seiner Familie nach Madrid. Er studierte am Seminar in Madrid, an der Päpstlichen Universität Gregoriana in Rom, der Päpstlichen Universität Toledo und der Päpstlichen Akademie des hl. Thomas von Aquin. In Rom war er Seminarist am Päpstlichen Spanischen Kolleg. Durch den Kardinalstaatssekretär, Rafael Kardinal Merry del Val y Zulueta, empfing er am 14. Juli 1912 in Rom die Priesterweihe. Von 1913 bis 1921 lehrte er am Seminar in Madrid und wurde zum Kanoniker des Domkapitels von Madrid berufen. Von 1921 bis 1930 war er Sekretär der Diözesankammer und dann Berater, Progeneralvikar und schließlich Generalvikar von 1932 bis Anfang 1935.
Papst Pius XI. ernannte ihn am 1. Mai 1935 zum Bischof von Mondoñedo. Der Bischof von Madrid, Leopoldo Eijo y Garay, spendete ihm am 16. Juni desselben Jahres die Bischofsweihe; Mitkonsekratoren waren Prudencio Melo y Alcalde, Erzbischof von Valencia, und Manuel González y García, Bischof von Málaga. Als Wahlspruch wählte er Los ataré con atadura de amor (traían os in vinculas caritativas).
Am 8. August 1944 wurde er zum Bischof von Oviedo ernannt und am 29. Oktober desselben Jahres in das Amt eingeführt. Am 22. Januar 1949 wurde er zum Erzbischof von Tarragona ernannt. Pius XII. nahm ihn am 12. Januar 1953 als Kardinalpriester mit der Titelkirche Santi Vitale, Valeria, Gervasio e Protasio in das Kardinalskollegium auf. Er nahm an den Konklaven 1958 und 1963 teil. Von seinem Amt trat er am 19. November 1970 zurück.
Er starb am 8. März 1973 um 15.45 Uhr in Barcelona im Alter von 86 Jahren und ist in einem schmucklosen Grab im Boden einer Pfarrkirche in Tarragona bestattet.

## Ansichten
Er beteiligte sich am Zweiten Vatikanischen Konzil, sprach im Oktober 1963 im Namen von sechzig spanischen Bischöfen in der Debatte über die Regelung zur Jungfrau Maria und unterstützte die Notwendigkeit eines separaten Dokuments zur Mariologie wegen der besonderen Bedeutung der Mutter Gottes in der Heilsökonomie. Allerdings wurde die Jungfrau später in das  Dokument über die Kirche aufgenommen, ohne den Titel Miterlöserin zu erwähnen. Wieder im November dieses Jahres beteiligte er sich in der Debatte über den Ökumenismus, um noch einmal zu betonen, dass die Lehre Christi einzig der katholischen Kirche anvertraut wurde und sie das Recht und die Pflicht hat, das Evangelium in der ganzen Welt zu predigen.
Am 15. September 1965, in der vierten Sitzung des Rates, bekräftigte er die gleiche Idee in der Debatte über die Religionsfreiheit, der künftigen Erklärung Dignitatis humanae. Nur die katholische Kirche hat das Recht und die Pflicht, das Evangelium zu predigen. Daher ist Missionierung von Katholiken durch Nicht-Katholiken rechtswidrig und muss nicht nur durch die Kirche, sondern auch durch den Staat verhindert werden, um das Gemeinwohl zu bewahren. Das Konzil solle folglich nicht die katholische Religion in Ländern ruinieren, in denen diese Religion nahezu einmalig ist. In der Tat [...] viele, vor allem unter den Ahnungslosen, sagen, dass alle Religionen gleich zu sein scheinen. Und abschließend sagte er: Also, nein und es ist wichtig.

## Ehrungen
- Cruz de Mérito Naval, con distintivo blanco
- Großkreuz des Ordens de Isabel la Católica (1949)
- Großkreuz des Ordens Alfons X. des Weisen (1952)
- Großkreuz des Ordens Civil de San Raimundo de Peñafort (1960)
- Großkreuz des Ordens Karls III. (1964)
- Großkreuz des Militär-Verdienstordens, con distintivo blanco
- Medalla de Oro de la Juventud y Medalla de Oro de Tarragona
- Medalla de Duarte der Dominikanischen Republik.
- hijo Predilecto (eigentlich „Lieblingskind“) also Ehrenbürger der Provinz Lugo
- Hijo adoptivo (eigentlich „Adoptivkind“) also Ehrenbürger von Alforja, Montblanc, Riudoms, Ferrol und Cardedeu